# Melbtal
Das Melbtal ist ein urwaldähnliches, waldreiches Tal des Melb- oder Engelsbaches in Bonn. Es verläuft zwischen Ippendorf, Poppelsdorf und Venusberg von der Waldau bis zum Melbbad. Das von beidseitigen Fußwegen gesäumte Tal ist seit 2013 als Naturschutzgebiet ausgewiesen.
Der Name Melb- wird als keltischen Ursprungs gedeutet und soll lehmig bedeuten, die Bezeichnung Engelsbach leitet sich von einem ehemaligen Kloster ab.

## Sehenswürdigkeiten

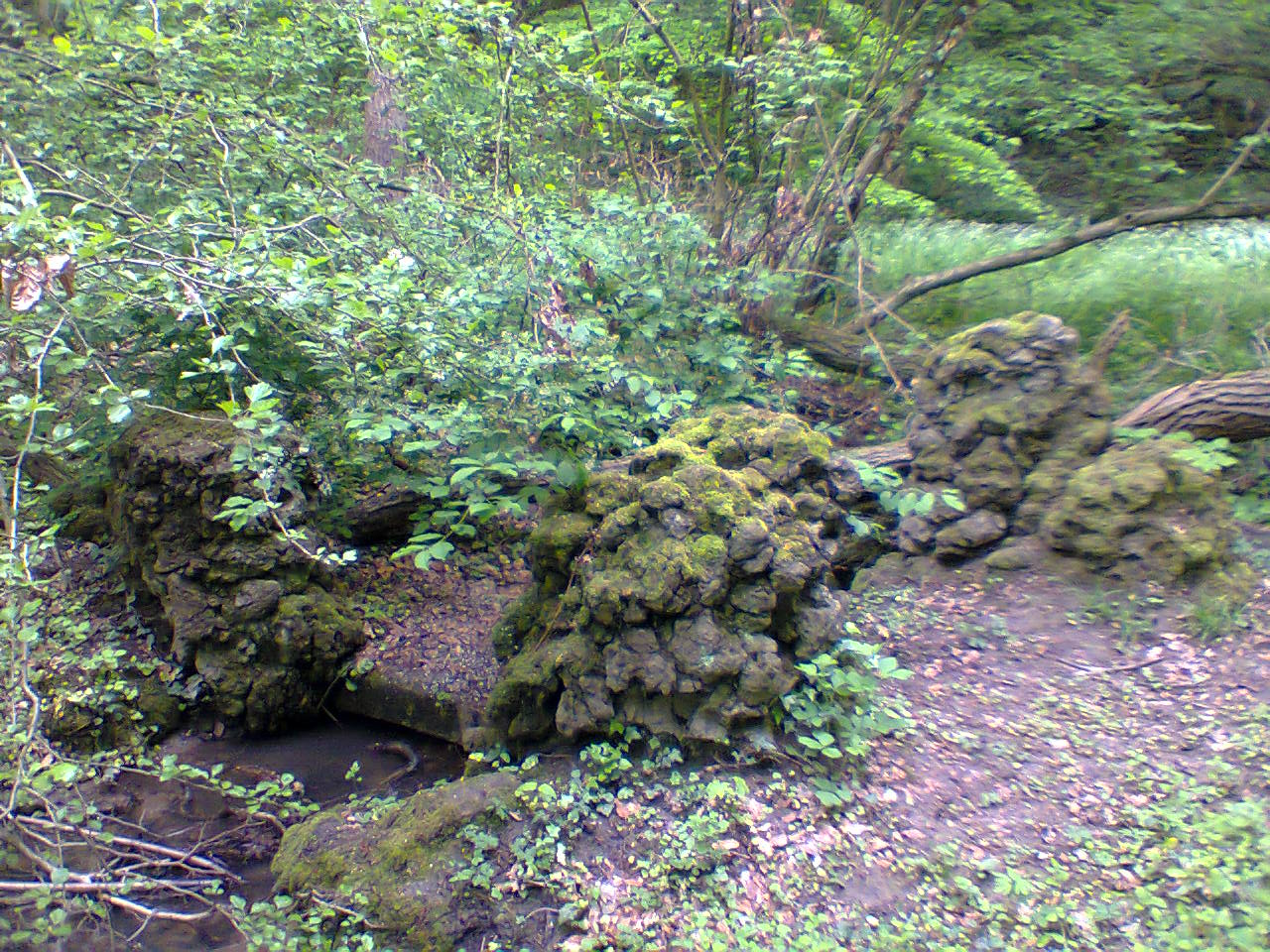
Reste einer Brücke aus Lava-Tuffstein im ehemaligen Troschel-Park zwischen Melbbrücke und Melbbad

Im unteren Teil des Tales, nur durch eine Flur vom Melbbad getrennt, befindet sich die Melbbrücke, eine historische Ziegelbrücke von 1842. Weitere Besonderheiten sind die Jufferetrepp oder Juffeletrepp (Jungfrauentreppe), Reste eines kurfürstlichen englischen Gartens und der Troschelstein westlich des Melbgartens. Er erinnert an den Zoologen und Bonner Universitätsrektor Franz Hermann Troschel, für den der Bonner Verschönerungsverein Ende des 19. Jahrhunderts den nicht erhaltenen Troschel-Park im Melbtal angelegt hatte. Im Frühling gibt es zahlreiche Frühblüher wie Buschwindröschen.

## Hangrutschungen im Melbtal
Durch eine geologische Besonderheit kommt es immer wieder zu Bodenfließen und Hangrutschungen. Der untere Bodenhorizont ist wasserundurchlässiger Ton, der obere besteht aus wasserdurchlässigem Lösslehm, dazwischen befindet sich eine ca. 5 cm dicke quellfähige Braunkohleschicht, die wie ein Gleitmittel wirken kann. In den 1960er Jahren rutschten Häuser ins Melbtal ab. Jedes Jahr stürzen einige ältere Bäume samt Wurzelteller über den Bach. Eine Holzabfuhr findet wegen unzulänglicher Wege kaum statt.
Die Schutz- und Nutzinitiative unter Vorsitz von Wolfgang Alt, die die Belange der Melbtalanwohner vertritt, konnte die umstrittene Sperrung von Wegen teilweise verhindern.

## Melbtalwind
Der das Tal als nächtlicher Kaltluftabfluss durchströmende sogenannte Melbtalwind hat eine gewisse Bedeutung für die klimatischen Verhältnisse im Bonner Zentrum, da in Verlängerung des Tals eine im 18. Jahrhundert unter Kurfürst Clemens August vermutlich mit bedacht angelegte Frischluftschneise entlang der Clemens-August-Straße und der Poppelsdorfer Allee besteht. Diese wurde allerdings im 20. Jahrhundert mit Hochbauten zu einem größeren Teil wieder geschlossen. Die vom Melbtalwind im Sommer erzeugte Temperaturreduktion beträgt im Hangfußbereich maximal 3 °C, im Umfeld des Poppelsdorfer Schlosses noch maximal 2 °C und im unteren Teil der Poppelsdorfer Allee 1 °C, während stadteinwärts der linksrheinischen Bahnstrecke keine Temperaturerniedrigung mehr festgestellt werden kann (Messungen in den Jahren 1976–1984).

## Gedicht von Pirandello

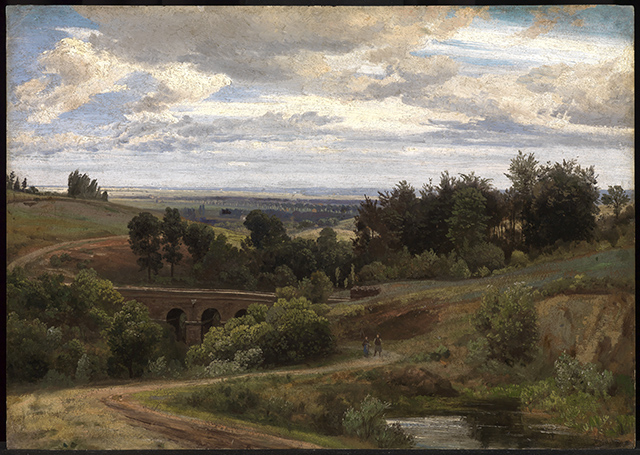
„Das Melbtal bei Bonn“ von Johann Wilhelm Schirmer, 1852

Der italienische Dichter und Nobelpreisträger Luigi Pirandello (1889 bis 1892 zur Promotion und anschließend als Lektor in Bonn) und seine Bonner Geliebte Jenny Schulz-Lander (später nach Mansfield, USA, ausgewandert) schrieben ein Gedicht über das Melbtal:
Und im Gesang sei dir

ewiger Frühling beschieden

du waldiges Tal der strengen Melb!

…

Und du, zwischen neuen Blumen,

zwischen niemals welkem Gras,

besinge deinen ewigen Abstieg

in die Ebene,

oh verborgene, stille Melb,

oh fröhliche Seele des Tales,

heimliches Bild der Zeit,

die nicht rastet.

(Aus: Pasqua di Gea (1891), Teil IX)